# Atrofia multi-sistemica
L'atrofia multi-sistemica, o AMS, è una malattia neurodegenerativa caratterizzata clinicamente dalla variabile combinazione di segni extrapiramidali, autonomici, piramidali e cerebellari. 
La prevalenza della AMS è di circa 4 su 100000. L'atrofia multisistemica colpisce gli uomini con un rapporto di 2 a 1 rispetto alle donne. L'età media di insorgenza è di circa 53 anni; la sopravvivenza si aggira intorno a 9-10 anni dal momento della comparsa dei sintomi.
Esistono due tipi di atrofia multisistemica; i tipi sono basati sui sintomi iniziali che predominano:
- Atrofia multisistemica di tipo C (cerebellare): caratterizzata da atassia e instabilità posturale (disfunzione cerebellare);
- Atrofia multisistemica tipo P (parkinsoniana): simile alla malattia di Parkinson ma spesso senza tremore e frequentemente non risponde alla levo-dopa (sintomi parkinsoniani).

Entrambi i tipi coinvolgono una disfunzione del sistema nervoso autonomo. Sebbene l'atrofia multisistemica abbia inizio come un tipo, alla fine si sviluppano i sintomi dell'altro tipo. Dopo circa cinque anni, i sintomi tendono a essere simili indipendentemente da quale disturbo si sia sviluppato per primo.
La caratteristica anatomopatologica distintiva della AMS è rappresentata dalla presenza di corpi inclusi citoplasmatici contenenti 𝛼-sinucleina (corpi di Lewy) localizzati a livello delle cellule gliali (a differenza della Malattia di Parkinson in cui i corpi di Lewy sono localizzati a livello neuronale).

## Diagnosi
Fare diagnosi non è facile perché mancano chiari criteri diagnostici, e quindi l'incidenza è ignota.
Il quadro clinico è caratterizzato dalla combinazione variabile di:
- sintomi parkinsoniani (molto frequenti),[6] con responsività alla terapia con levodopa tipicamente molto minore rispetto alla malattia di Parkinson propriamente detta;[7]
- cerebellari (metà dei casi), predominanti nella variante "olivo-ponto-cerebellare": nistagmo, tremore d'azione, disartria, atassia;[6]
- piramidali (metà dei casi): iperreflessia, fenomeno di Babinski, spasticità;[8]
- disfunzioni autonomiche (quasi costanti), con frequente coinvolgimento genito-urinario, mentre ipotensione ortostatica è presente nei 2/3 dei casi.[9]